# Hylaeus bellicosus
Hylaeus bellicosus är en biart som först beskrevs av Cameron 1897.  Hylaeus bellicosus ingår i släktet citronbin, och familjen korttungebin. Inga underarter finns listade i Catalogue of Life.